# پسر آنجانی
پسر آنجانی (به کنادا: Anjani Putra) فیلمی محصول سال ۲۰۱۷ و به کارگردانی هارشا است. در این فیلم بازیگرانی همچون پونیت راجکومار، راشمیکا ماندانا، رامیا کریشنان، ماکش تیواری، آکیلندرا میشرا و هاریپریا ایفای نقش کرده‌اند.